# 수성의 쿼드랭글 목록
수성의 표면은 아래에 있는 여러 쿼드랭글로 나뉜다.
| 이름       | 번호 | 같은 이름                | 지역                             | Notes                                                                                  |
| ---------- | ---- | ------------------------ | -------------------------------- | -------------------------------------------------------------------------------------- |
| 보렐리스   | H-1  | 보렐리스 평야            | 위도 67 - 90°                    | 이전 이름은 괴테였으나, 1977년 IAU에서 이름을 변경했다. Map.                           |
| 빅토리아   | H-2  | 빅토리아 절벽            | 경도 0-90°, 위도 21-66°          | 아우로라라고도 부른다. Map.                                                            |
| 셰익스피어 | H-3  | 셰익스피어               | 경도 90 - 180° , 위도 21 - 66°   | Caduceata라고도 부른다. Map.                                                           |
| 리구리아   | H-4  | 라디틀라디               | 경도 180 - 270°, 위도 21 - 66°   |                                                                                        |
| 아폴로니아 | H-5  | 아폴로니아 (알베도 지형) | 경도 270 - 360°, 위도 21 - 66°   |                                                                                        |
| 카이퍼     | H-6  | 카이퍼                   | 경도 0 - 72°, 위도 −22 - 22°     | Tricrena라고도 부른다. Map                                                             |
| 베토벤     | H-7  | 베토벤                   | 경도 72 - 144°, 위도 −22 - 22°   | Solitudo Lycaonis라고도 부른다. Map                                                    |
| 톨스토이   | H-8  | 톨스토이                 | 경도 144 - 216°, 위도 −22 - 22°  | 이전 이름은 티르였으나, 1977년 IAU에서 이름을 변경했다. Phaethontias라고도 부른다. Map |
| 에미네스쿠 | H-9  | 에미네스쿠               | 경도 216 - 288°, 위도 −22 - 22   |                                                                                        |
| 드랭       | H-10 | 드랭                     | 경도 288 - 360°, 위도 –22 - 22°  |                                                                                        |
| 디스커버리 | H-11 | 디스커버리 절벽          | 경도 0 - 90°, 위도 −21 - −66°    | Solitudo Hermae Trismegisti라고도 부른다. Map.                                         |
| 미켈란젤로 | H-12 | 미켈란젤로               | 경도 90 - 180°, 위도 −21 - -66°  | Solitudo Promethei라고도 부른다. Map                                                   |
| 네루다     | H-13 | 네루다 (충돌구)          | 경도 180 - 270°, 위도 −21 - –66° |                                                                                        |
| 드뷔시     | H-14 | 드뷔시                   | 경도 270 - 360°, 위도 −21 - −66° |                                                                                        |
| 바흐       | H-15 | 바흐                     | 위도 -67 - -90°                  | Australia라고도 부른다. Map.                                                           |

아래는 각각의 쿼드랭글의 위치관계를 나타낸 그림이다.

## 같이 보기
- 달의 쿼드랭글 목록
- 화성의 방형